# First Division Monument

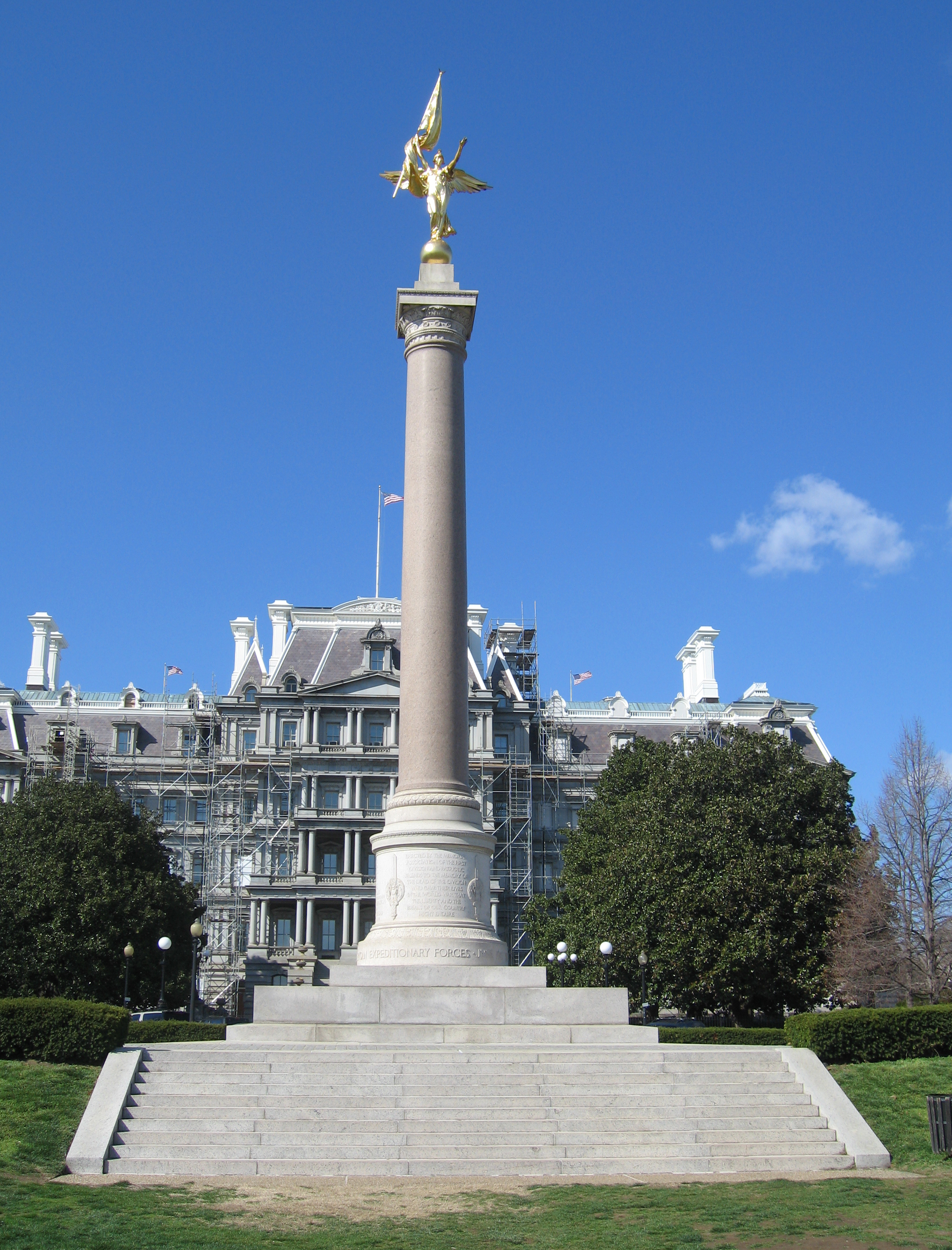
Het First Division Monument

Het First Division Monument bevindt zich in President's Park ten zuidwesten van het Witte Huis in de Amerikaanse hoofdstad Washington D.C. Het monument is opgericht ter ere van allen die sneuvelden terwijl ze in de 1e Infanteriedivisie van het Leger van de Verenigde Staten dienden.
Het monument ter ere van de gevallenen van de 1e infanteriedivisie in de Eerste Wereldoorlog werd op 4 oktober 1924 onthuld. Na de Tweede Wereldoorlog werd het monument uitgebreid voor de gevallenen in deze oorlog, en opnieuw onthuld op 24 augustus 1957. Het First Division Monument werd daarna nog twee keer uitgebreid: voor de gevallenen van de Vietnamoorlog (onthulling 20 augustus 1977) en voor de gesneuvelde soldaten van Operatie Desert Storm (onthulling 29 mei 1995).